# Aesculus pavia
El falso castaño de flor roja (Aesculus pavia L.) es una especie de pequeño árbol de hoja caduca o arbusto perteneciente a la familia de las sapindáceas. Es  natural de las zonas meridionales de Estados Unidos; se encontraron en el este de Illinois a Virginia y en el sur de Tejas a Florida.

## Descripción
La planta alcanza los 5-8 metros de altura. Sus hojas son palmeadas con 5-7 hojas, enfrentadas y serradas y con 10-15 cm de largo. Las flores en racimos de 10-17 cm de largo son tubulares y de color rojo oscuro. Las flores son hermafroditas. El fruto es color marrón claro con 3 cm de diámetro, alcanzando su madurez en septiembre octubre.
Las flores son muy atractivas para la abejas y los frutos son ricos en saponinas que los hacen venenosos para los seres humanos.

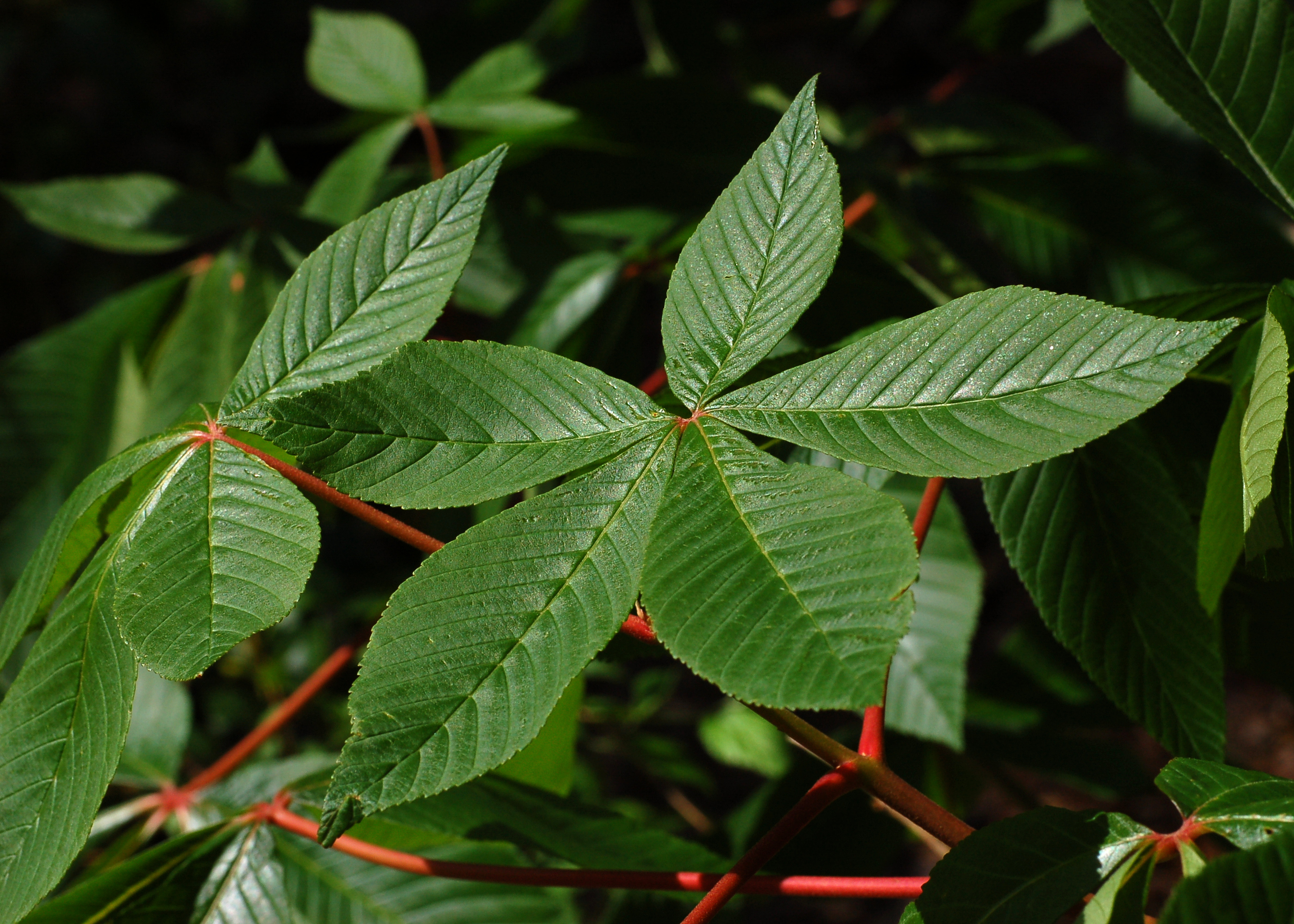
Hojas.

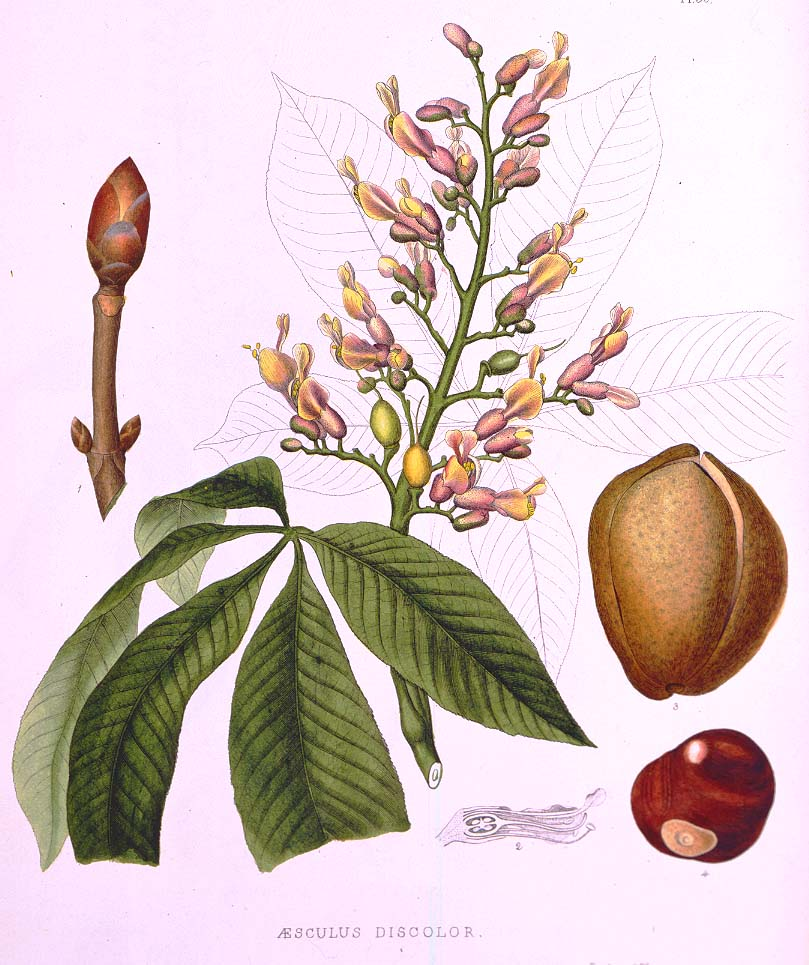
Ilustración.

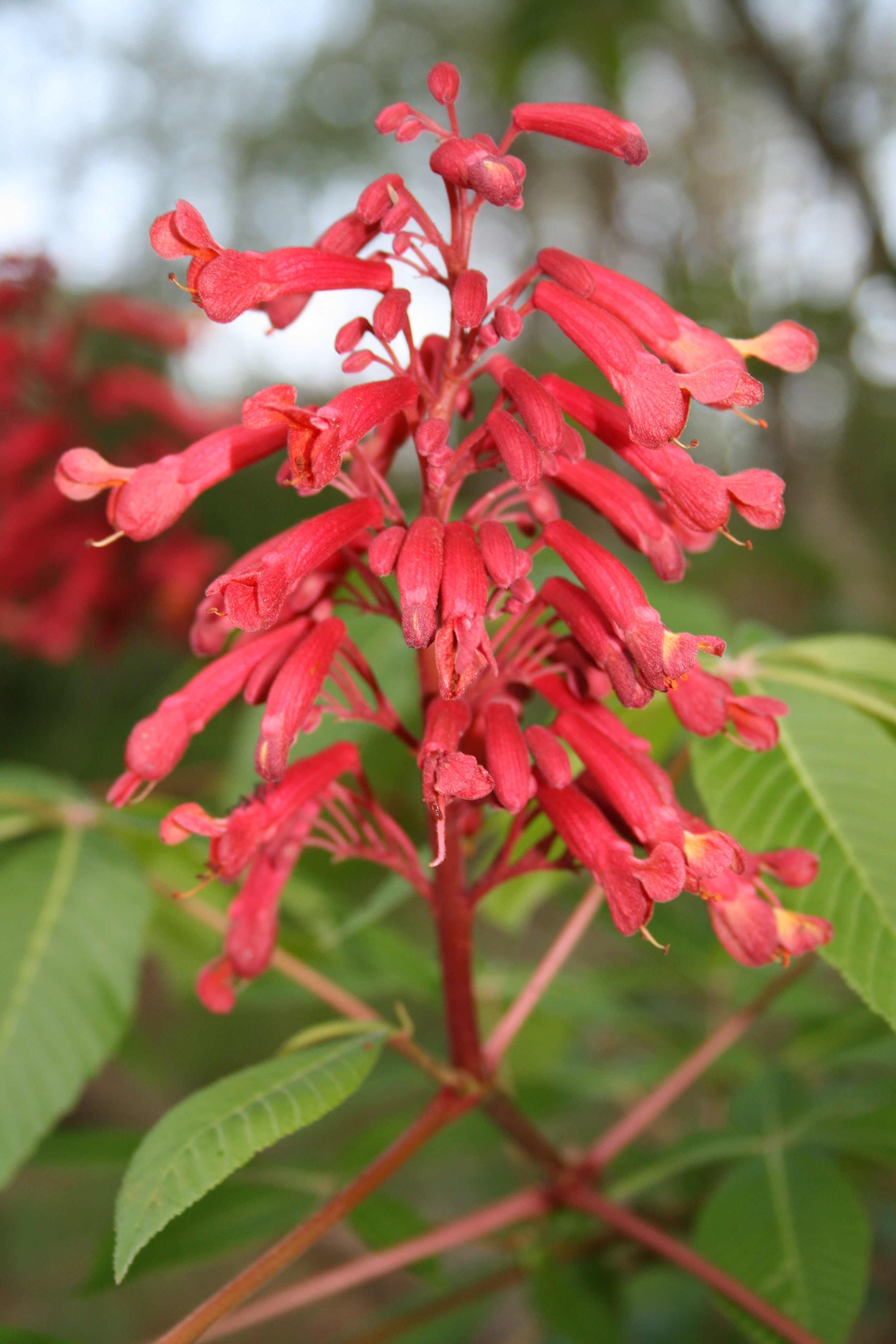
Inflorescencia

## Híbrido
Aesculus pavia se ha cruzado con Aesculus hippocastanum surgiendo un híbrido denominado Aesculus × carnea, siendo éste un árbol mediano de 20-25 metros de altura, especie del padre y con la herencia de las flores color rojo del A. pavia. Es muy popular en parques y grandes jardines.
Los híbridos del Aesculus pavia con el Aesculus flava se denominan Aesculus × hybrida.

## Taxonomía
Aesculus pavia fue descrita por Carlos Linneo y publicado en Species Plantarum 1: 344, en el año 1753.
Etimología
Aesculus: nombre genérico latino dado por Linneo en 1753 y 1754, a partir del Latín antiguo aesculus, -i, el roble, lo que es sorprendente, aunque en los numerosos autores de la antigüedad que lo usaron, Plinio el Viejo precisa en su Historia naturalis (16, 11) que es uno de los árboles que producen bellotas ("Glandem, quae proprie intellegitur, ferunt robur, quercus, aesculus, ..."  -La bellota propiamente dicha viene del roble, del aesculus, ...) y, quizás de allí proviene la confusión, pues las castañas de india tienen un lejano y superficial parecido con las bellotas por su piel dura y su carne firme y amarillenta.
pavia: epíteto
Variedades aceptadas
- Aesculus pavia var. flavescens con flores amarillas.

Sinonimia
| - Aesculus austrina Small - Aesculus discolor Pursh - Aesculus discolor var. mollis Sarg. - Aesculus humilis Lindl. - Aesculus lyonii Loudon - Aesculus mollis Raf. ex Sarg. - Aesculus octandra var. discolor (Pursh) Rehder - Aesculus pavia var. discolor (Pursh) Torr. & A.Gray - Aesculus pavia var. humilis (Lindl.) Rehder - Aesculus pavia var. hybrida Kuntze - Aesculus pavia var. nana Dippel - Aesculus pavia var. pendula (Loudon) Rehder - Aesculus pubescens Starcs - Aesculus rubescens Tausch - Aesculus rubra Pers. - Aesculus splendens Sarg. - Aesculus versicolor Wender. - Aesculus whitleyi K.Koch | - Pavia americana J.St.-Hil. - Pavia atropurpurea Spach - Pavia humilis G.Don - Pavia lindleyana Spach - Pavia livida Spach - Pavia lucida Spach - Pavia macrocarpa G.Don - Pavia michauxii Spach - Pavia mutabilis Spach - Pavia nana W.H.Baxter - Pavia octandria Mill. - Pavia pavia (L.) Huth - Pavia rubra Moench - Pavia rubra var. humilis (G.Don) Loudon - Pavia rubra f. pendula Loudon - Pavia rubra var. sublaciniata S.Watson ex Loudon - Pavia versicolor Spach - Pavia whitleyi K.Koch - Pavia willdenowiana Spach - Paviana coccinea Raf. |